# Sovjetunionen ved OL
Sovjetunionen deltog i olympiske lege første gang under Sommer-OL 1952 i Helsingfors, og deltog siden i 18 sommer- og vinterlege. Sovjetunionen arrangeret Sommer-OL 1980 i Moskva, som blev boykottet af en række lande med USA i spidsen. Som gengældelse valgte Sovjetunionen og flere østeuropæiske lande til at boykotte Sommer-OL 1984 i Los Angeles. Efter at Sovjetunionen blev opløst deltog de fleste af de tidligere sovjetrepublikker som Fællesskabet af Uafhængige Stater (SNG) under Vinter-OL 1992 i Albertville og Sommer-OL 1992 i Barcelona, mens Estland, Letland og Litauen deltog som selvstændige lande. Fra og med Vinter-OL 1994 deltog alle de tidligere sovjetrepublikker som selvstændige lande.

## Medaljeoversigt
| Sovjetunionens medaljer under de olympiske sommerlege | Sovjetunionens medaljer under de olympiske sommerlege | Sovjetunionens medaljer under de olympiske sommerlege | Sovjetunionens medaljer under de olympiske sommerlege | Sovjetunionens medaljer under de olympiske sommerlege | Sovjetunionens medaljer under de olympiske sommerlege |                        | Sovjetunionens medaljer under de olympiske vinterlege | Sovjetunionens medaljer under de olympiske vinterlege | Sovjetunionens medaljer under de olympiske vinterlege | Sovjetunionens medaljer under de olympiske vinterlege | Sovjetunionens medaljer under de olympiske vinterlege | Sovjetunionens medaljer under de olympiske vinterlege |
| Lege                                                  | Guld                                                  | Sølv                                                  | Bronze                                                | Totalt                                                | Rang                                                  | Lege                   | Guld                                                  | Sølv                                                  | Bronze                                                | Totalt                                                | Rang                                                  |                                                       |
| 1952 Helsingfors                                      | 22                                                    | 30                                                    | 19                                                    | 71                                                    | 2                                                     | 1952 Oslo              | Deltog ikke                                           | Deltog ikke                                           | Deltog ikke                                           | Deltog ikke                                           | Deltog ikke                                           |                                                       |
| 1956 Melbourne/Stockholm                              | 37                                                    | 29                                                    | 32                                                    | 98                                                    | 1                                                     | 1956 Cortina d'Ampezzo | 7                                                     | 3                                                     | 6                                                     | 16                                                    | 1                                                     |                                                       |
| 1960 Roma                                             | 43                                                    | 29                                                    | 31                                                    | 103                                                   | 1                                                     | 1960 Squaw Valley      | 7                                                     | 5                                                     | 9                                                     | 21                                                    | 1                                                     |                                                       |
| 1964 Tokyo                                            | 30                                                    | 31                                                    | 35                                                    | 96                                                    | 2                                                     | 1964 Innsbruck         | 11                                                    | 8                                                     | 6                                                     | 25                                                    | 1                                                     |                                                       |
| 1968 Mexico by                                        | 29                                                    | 32                                                    | 30                                                    | 91                                                    | 2                                                     | 1968 Grenoble          | 5                                                     | 5                                                     | 3                                                     | 13                                                    | 2                                                     |                                                       |
| 1972 München                                          | 50                                                    | 27                                                    | 22                                                    | 99                                                    | 1                                                     | 1972 Sapporo           | 8                                                     | 5                                                     | 3                                                     | 16                                                    | 1                                                     |                                                       |
| 1976 Montréal                                         | 49                                                    | 41                                                    | 35                                                    | 125                                                   | 1                                                     | 1976 Innsbruck         | 13                                                    | 6                                                     | 8                                                     | 27                                                    | 1                                                     |                                                       |
| 1980 Moskva                                           | 80                                                    | 69                                                    | 46                                                    | 195                                                   | 1                                                     | 1980 Lake Placid       | 10                                                    | 6                                                     | 6                                                     | 22                                                    | 1                                                     |                                                       |
| 1984 Los Angeles                                      | Deltog ikke                                           | Deltog ikke                                           | Deltog ikke                                           | Deltog ikke                                           | Deltog ikke                                           | 1984 Sarajevo          | 6                                                     | 10                                                    | 9                                                     | 25                                                    | 2                                                     |                                                       |
| 1988 Seoul                                            | 55                                                    | 31                                                    | 46                                                    | 132                                                   | 1                                                     | 1988 Calgary           | 11                                                    | 9                                                     | 9                                                     | 29                                                    | 1                                                     |                                                       |
| Totalt                                                | 395                                                   | 319                                                   | 296                                                   | 1010                                                  |                                                       | Totalt                 | 78                                                    | 57                                                    | 59                                                    | 194                                                   |                                                       |                                                       |